# Bayern Hof
Bayern Hof – niemiecki klub piłkarski z siedzibą w mieście Hof, leżącym w Bawarii (Górna Frankonia), działający w latach 1910–2005 (od 2005 roku jako SpVgg Bayern Hof).

## Historia
- 1 czerwca 1910 – został założony jako Ballspielclub 1910 Hof
- 1913 – połączył się z FC Roland Hof i FC Phönix Hof tworząc FC Britannia 1910 Hof
- 1914 – zmienił nazwę na FC Bayern Hof 1910
- 1 lipca 2005 – połączył się z SpVgg Hof tworząc SpVgg Bayern Hof

## Sukcesy
- 5 sezonów w Bezirkslidze Bayern Gruppe Nordbayern (1. poziom): 1927/28-31/32.
- 4 sezony w Oberlidze Süd (1. poziom): 1959/60-62/63.
- 4 sezony w Landeslidze Bayern (2. poziom): 1946/47-49/50.
- 9 sezonów w 2. Oberlidze Süd (2. poziom): 1950/51-58/59.
- 11 sezonów w Regionallidze Süd (2. poziom): 1963/64-73/74.
- 4 sezony w 2. Bundeslidze Süd (2. poziom): 1974/75-77/78.
- 5 sezonów w Amateur-Oberlidze Bayern (3. poziom): 1978/79-79/80, 1983/84 i 1988/89-89/90.
- 10 sezonów w Oberlidze Bayern (4. poziom): 1994/95-03/04.
- mistrz Landesliga Bayern (2. poziom): 1947 (przegrywa baraże o awans do Oberligi Süd)
- mistrz Regionalliga Süd (2. poziom): 1968 (przegrywa baraże o awans do Bundesligi)
- mistrz Landesliga Bayern-Nord (4. poziom): 1983 i 1988 (awanse do Amateur-Oberligi Bayern) oraz 1994 (awans do Oberligi Bayern)
- wicemistrz Landesliga Bayern (2. poziom): 1950 (przeniesiony do nowej 2. Oberligi Süd)
- wicemistrz 2. Oberliga Süd (2. poziom): 1959 (awans do Oberligi Süd)
- wicemistrz Regionalliga Süd (2. poziom): 1967 i 1972 (przegrywa baraże o awans do Bundesligi)
- zdobywca Pucharu Górnej Frankonii: 1996, 2000 i 2004